# 人間の堕落 (コルネリス・ファン・ハールレム)
『人間の堕落』（にんげんのだらく、蘭: De zondeval, 英: The Fall of Man) は、オランダ・ハールレムのマニエリスム派の画家コルネリス・ファン・ハールレムが1592年にキャンバス上に油彩で制作した絵画である。「Aº 1592 C.C.H fec」という画家の署名と制作年が記されている。作品は、アムステルダム国立美術館に所蔵されている。

## 作品
『旧約聖書』の「創世記」 (3章) によると、人類の祖先アダムとイヴはエデンの園で平和に暮らしていた。しかし、ある時、ヘビがイヴをそそのかし、神に食べてはいけないと禁じられていた「知恵の樹」の実を食べ、アダムにも与えてしまう。これが「原罪」である。2人の行いを知った神は怒って、エデンの園から追放した。

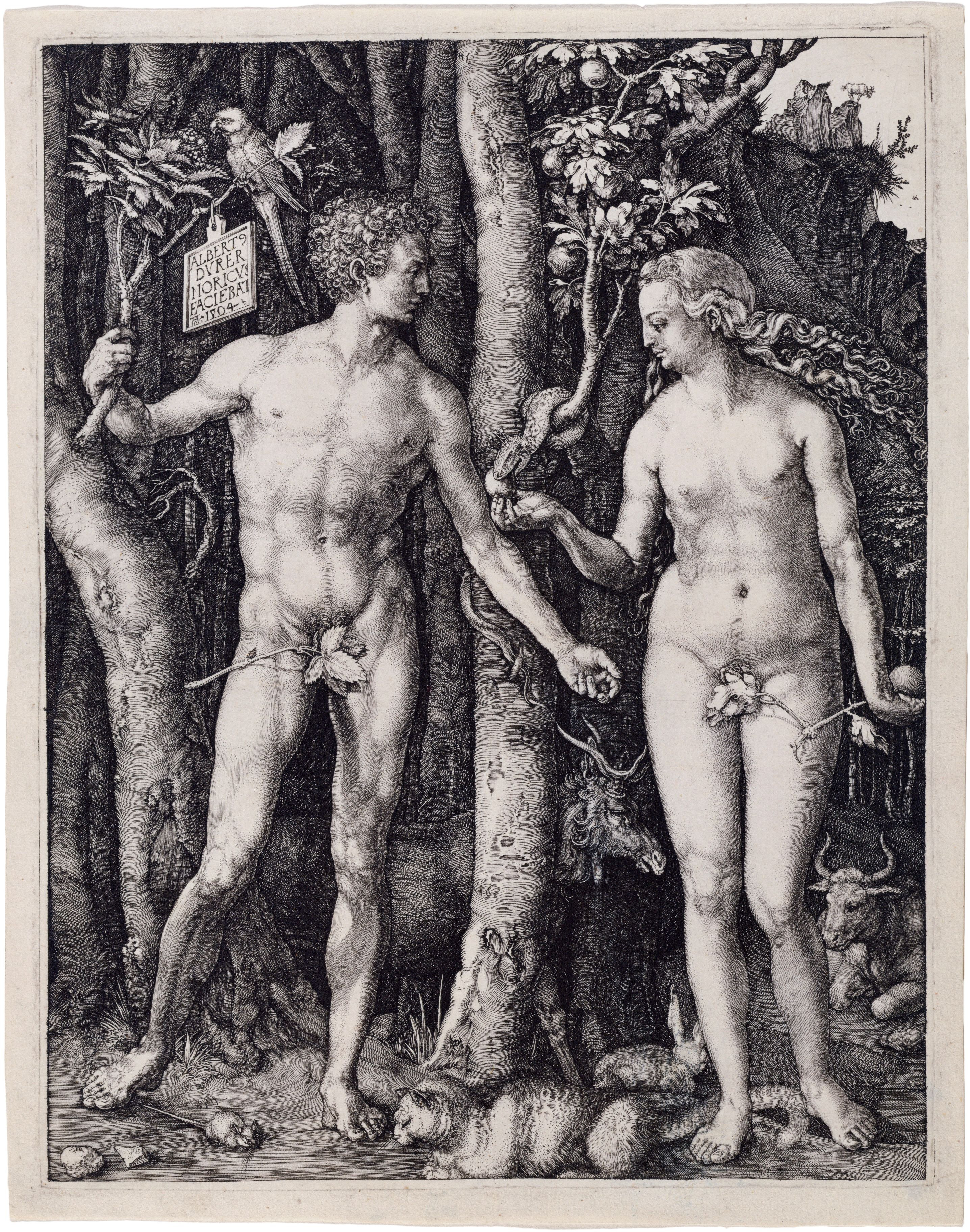
アルブレヒト・デューラー『アダムとイヴ』銅版画 (1504年)

本作に描かれているのは、アダムとイヴが原罪を犯す瞬間である。2人は木の実を取って食べようとしている。左端の背景には、人間の顔と手のある雲の形をした神がその実を指し示し、警告している場面が見える。しかし、アダムとイヴは、その実を差し出している悪魔 (人間の胴体を持つヘビ) の声に耳を傾けたのである。
アルブレヒト・デューラーの銅版画『アダムとイヴ』がこの絵画の構図の手本となった。しかし、ファン・ハールレムは、デューラーの理想化された人体像を自身の時代の好みに合うように変貌させ、自身にとっての理想的な人間の姿でアダムとイヴを描いている。なお、画家は、肌の色の違いで男女の区別を強調している。